# دورگه‌سازی

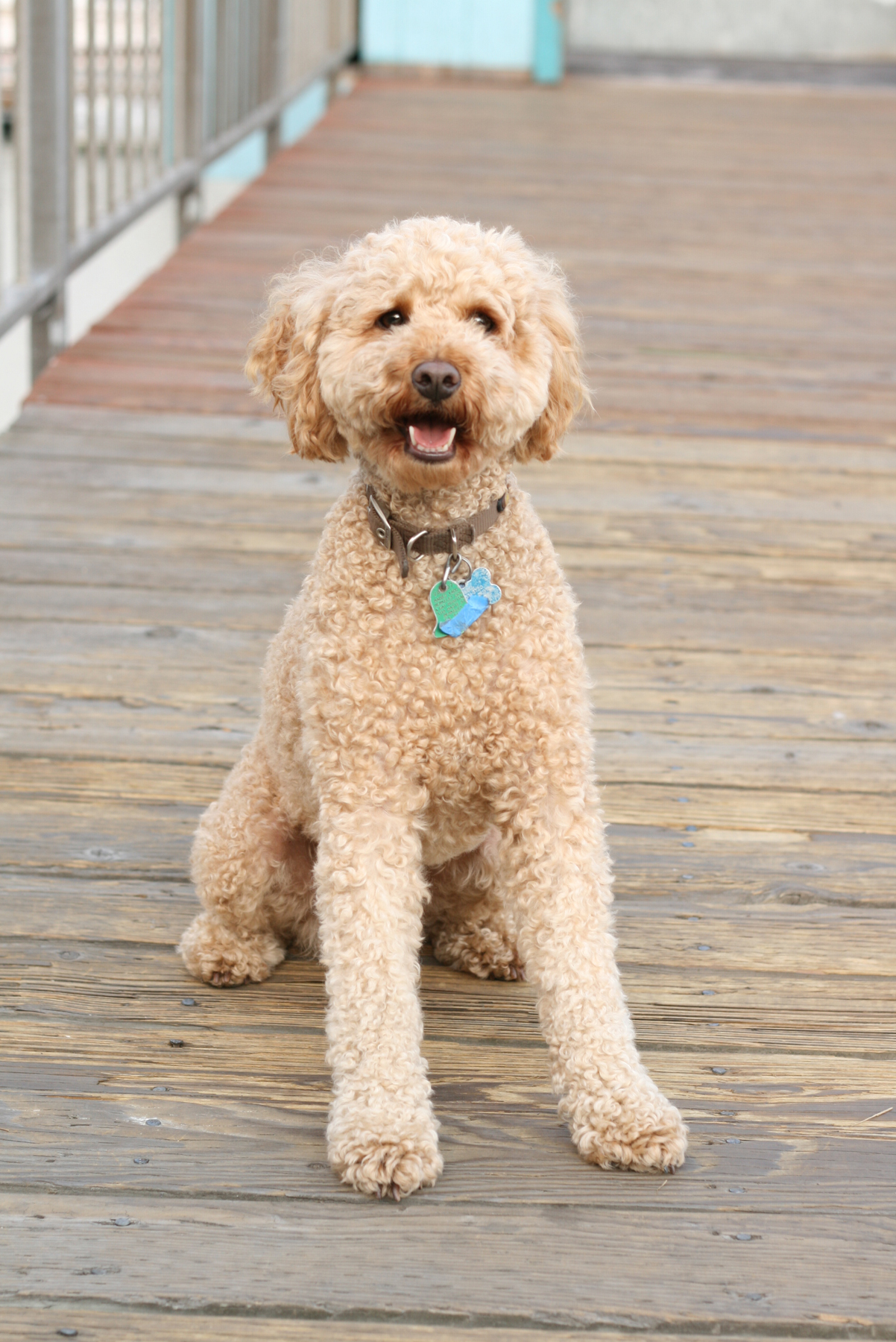
یک لابرادودل، نژادی بین پودل و رتریور

جانور دورگه، حیوان دورگه، زادگیری دورگه، زادگیری تلاقی یا نژاد تلاقی (به انگلیسی: crossbreed)، جانداری است با والدین اصیل از او نژاد، با واریته یا جمعیت متفاوت. تلاقی که گاهی به آن "دورگه‌سازی " نیز گفته می‌شود، فرایند پرورش چنین ارگانیسمی است، در حالی که آمیختگی برای حفظ سلامت و زنده ماندن موجودات مورد استفاده قرار می‌گیرد، تلاقی غیرمسئولانه همچنین می‌تواند موجوداتی با کیفیت پایین تولید کند یا یک مخزن ژنی خالص (از یک نژاد معین از ارگانیسم) را تا حد انقراض رقیق کند.
یک حیوان اهلی با اصل و نسب ناشناخته، که وضعیت نژاد فقط یکی از والدین یا پدربزرگ و مادربزرگ در آن مشخص است، ممکن است دورگه نامیده شود، اگرچه اصطلاح «نژاد مختلط» از نظر فنی دقیق‌تر است. برون‌رفتگی نوعی تلاقی است که در یک نژاد اصیل برای افزایش تنوع ژنتیکی در داخل نژاد استفاده می‌شود، به‌ویژه زمانی که نیاز به اجتناب از همخونی وجود دارد.
در اصلاح مورد استفاده در نژاد جانوری، تلاقی‌ها در یک گونه واحد هستند، در حالی که هیبریدها تلاقی بین گونه‌های مختلف هستند. در اصطلاحات اصلاح نباتات، اصطلاح تلاقی نامعمول است و هیچ اصطلاح جهانی برای تشخیص هیبریداسیون یا تلاقی در یک جمعیت از بین جمعیت‌ها یا حتی بین گونه‌ها استفاده نمی‌شود.

## طراحی دورگه
دورگه طراح یا دیزاینر نژاد حیوانی است که دارای والدین اصیل است که معمولاً در ثبت نژاد ثبت می‌شوند، اما از دو نژاد متفاوت هستند. این حیوانات نتیجه یک تصمیم عمدی برای ایجاد یک حیوان دورگه خاص هستند. به احتمال کمتر، این حیوان ممکن است بیش از دو نژاد خالص در اصل و نسب خود داشته باشد، اما برخلاف موت یا مختلط، کل شجره آن از حیوانات خاص شناخته شده‌است. در حالی که این اصطلاح زمانی که در مورد نژادهای مختلف سگ به کار می‌رود بیشتر شناخته شده‌است، حیوانات دیگری مانند گاو، اسب، پرندگان و گربه نیز ممکن است به این روش پرورش داده شوند. برخی از پرورش‌دهندگان آمیخته یک ثبت نژاد مستقل را برای ثبت نژادهای متقابل ایجاد می‌کنند، دیگر نژادهای دورگه ممکن است در «ضمیمه» یک ثبت نژاد خالص موجود گنجانده شوند. هر دو شکل ثبت ممکن است اولین گام در ثبت و ردیابی شجره‌نامه‌ها به منظور توسعه یک نژاد جدید باشد.

هدف از ایجاد تلاقی معمولاً یک یا چند مورد از دلایل زیر است:
1. برای پرورش حیوانات مبتلا به هتروزیس، که معمولاً به عنوان «قدرت ترکیبی» شناخته می‌شود،[۳]
2. برای ایجاد حیواناتی با ویژگی‌های قابل پیش‌بینی تر از نژادهای مخلوط یا پرورش مخلوط،
3. برای جلوگیری از برخی صفات مغلوب نامطلوب که منجر به بیماری‌های ژنتیکی می‌شود که بسیاری از حیوانات اصیل را مبتلا می‌کند،
4. برای ایجاد حیوانی که ترکیبی از بهترین صفات دو یا چند نژاد است،[۳]
5. به عنوان گام‌های اولیه برای توسعه یک نژاد حیوانی جدید.[۲]

پرورش دهندگان آمیخته‌ها، زبان فنی را از اصلاح نژاد هیبریدی وام گرفته‌اند: نسل اول، ۵۰–۵۰ آمیخته، تلاقی F1 است. نسل‌های بعدی ممکن است یک حیوان اصیل را ببینند که بر روی دو نژاد تلاقی داده می‌شود و یک تلاقی ۷۵/۲۵، یا BC1 یا F1b " بک کراس " ایجاد می‌کند. پرورش دو نژاد از ترکیب نژادهای مشابه، ایجاد یک تلاقی F2، حیوانی که هنوز هم صلیب ۵۰–۵۰ است، اما دومین نسل فرزندی از این ترکیب است. یک متقاطع F2 که به یک متقاطع F2 تبدیل شده‌است یک متقاطع F3 ایجاد می‌کند. به‌طور مشابه، یک حیوان F2 که برای یک حیوان F1 پرورش داده می‌شود، یک بک کراس F2b ایجاد می‌کند. تلاقی‌های F3 و بیشتر را صلیب‌های «چند نسلی» می‌نامند. در پرورش سگ، سه نسل از پرورش مستند قابل اعتماد را می‌توان یک «نژاد» در نظر گرفت تا یک نژاد دورگ.
ایجاد دو رگه‌های طراحی شده دارای معایبی است، به ویژه این احتمال وجود دارد که تلاقی از کیفیت پایین‌تری برخوردار باشد یا نتیجه ای ثابت مانند پرورش حیوانات اصیل ایجاد نکند. به عنوان مثال، پودل نژادی است که به دلیل عدم ریزش پوششی که دارد در ایجاد دو نژادهای طراح استفاده می‌شود، اما زمانی که بخشی از یک تلاقی طراحی شده باشد ممکن است این ویژگی همیشه در نسل بعدی، پایدار نماند. همچنین، از آنجایی که پرورش دهندگان حیوانات دورگه ممکن است در مورد آزمایش‌ها ژنتیکی و از بین بردن صفات نامطلوب دقت کمتری داشته باشند، برخی از ژن‌های مضر غالب ممکن است همچنان به یک نسل آمیخته منتقل شوند. در تلاقی F2، اگر حیوانات والد هر دو ناقل یک صفت نامطلوب باشند، ممکن است صفات ژنتیکی مغلوب نیز برگردند.

## تلاقی در حیوانات خاص

### گربه‌ها
بسیاری از نژادهای تازه توسعه یافته و شناخته شده گربه‌های اهلی، تلاقی بین نژادهای موجود و تثبیت شده (گاهی با هیبریداسیون محدود با برخی از گونه‌های وحشی)، برای ترکیب صفات انتخاب شده از پایه، یا تکثیر یک جهش نادر بدون همخونی بیش از حد هستند. با این حال، برخی از نژادهای نوپا مانند گربه اژه ای به‌طور کامل از یک جمعیت بومی محلی توسعه یافته‌اند. بیشتر نژادهای گربه آزمایشی از نژادهای دورگه هستند.

### گاو
در پرورش گاو، سیستم‌های تلاقی وجود دارد. در بسیاری از نژادهای دورگه، یک حیوان بزرگتر از دیگری است. یکی زمانی استفاده می‌شود که ماده‌های اصیل مخصوصاً با یک محیط خاص سازگاری داشته باشند، و با گاوهای نر اصیل از محیط دیگر تلاقی داده شوند تا نسلی با ویژگی‌های هر دو والدین تولید شود.

### گوسفند
تعداد زیاد نژادهای گوسفند، که بسیار متفاوت است، فرصتی را برای تلاقی ایجاد می‌کند تا از تولید بره‌ها با هدف هر دامدار استفاده شود.

### لاماها
نتایج تلاقی نژادهای کلاسیک و پشمی لاما غیرقابل پیش‌بینی است. فرزندان حاصل ویژگی‌های فیزیکی هر یک از والدین یا ترکیبی از ویژگی‌های هر دو را نشان می‌دهند و به‌طور دوره‌ای یک لاما پرزدار تولید می‌کنند. نتایج به‌طور فزاینده‌ای غیرقابل پیش‌بینی می‌شوند که هر دو والدین دورگ باشند، با احتمال اینکه فرزندان ویژگی‌های پدربزرگ و مادربزرگ را نشان دهند که در هیچ‌یک از والدین آشکار نیست.

### سگ‌ها
سگ دورگه تلاقی بین دو (گاهی بیشتر) نژادهای شناخته شده‌است و معمولاً از سگ‌های مخلوط نژادی متمایز می‌شود که از منابع زیادی نسب دارد که ممکن است برخی از آنها ناشناخته باشند. نژادهای دورگه محبوب هستند، به دلیل این باور که آنها بدون از دست دادن جذابیت سگ، قدرت خود را افزایش داده‌اند. تلاقی برنامه‌ریزی شده مشخصی بین سگ‌های اصیل نژادهای مختلف اکنون به‌طور گسترده به عنوان «سگ طراح» شناخته می‌شود و به دلیل تقاضای زیاد می‌تواند توله‌هایی با ارزش بیشتر از والدین اصیل خود تولید کند.

### اسب‌ها

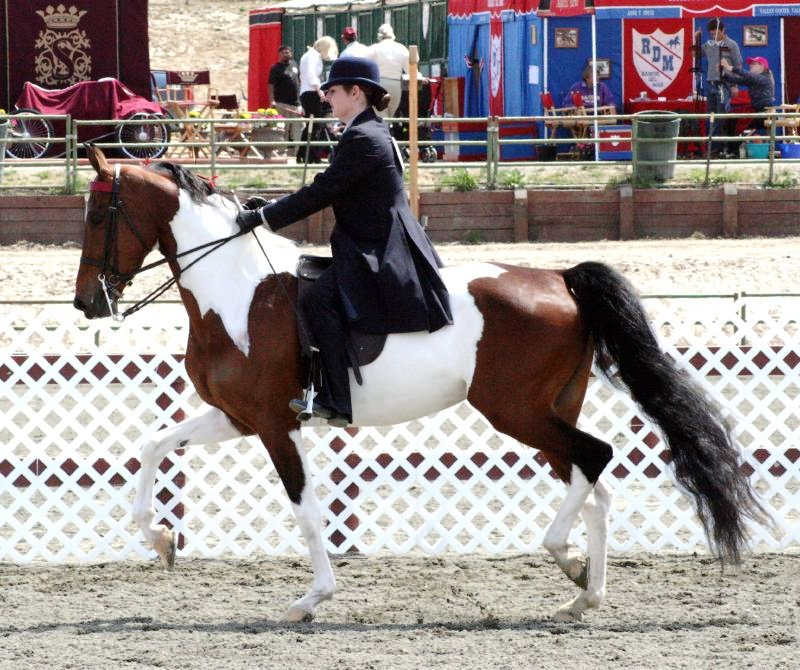
اسب نمایش ملی از برنامه‌های تلاقی در دهه‌های ۱۹۷۰ و ۱۹۸۰ ایجاد شد که نژاد اسب عرب و نژاد زینی آمریکایی را با هم ترکیب می‌کرد.

تلاقی در اسب‌ها اغلب با هدف ایجاد یک نژاد جدید اسب انجام می‌شود. یکی از انواع تلاقی مدرن در اسب‌ها برای ایجاد بسیاری از نژادهای خونگرم استفاده می‌شود. Warmbloods نوعی اسب است که در رشته‌های اسب ورزشی مورد استفاده قرار می‌گیرد، که معمولاً در یک کتاب گل میخ باز با روش انتخاب کتاب گل میخ ثبت می‌شود که مطابقت، شجره و در برخی از حیوانات، استاندارد تمرین یا عملکرد را ارزیابی می‌کند. اکثر نژادهای خونگرم به عنوان تلاقی نژادهای اسب پیشرو در Thoroughbreds شروع شدند، اما در برخی موارد در طول قرن گذشته به حدی توسعه یافته‌اند که آنها را به عنوان یک جمعیت واقعی پرورش می‌دهند و دارای یک کتاب گل میخ بسته هستند. انواع دیگر آمیخته‌سازی‌های شناخته‌شده شامل آمریکن کوارتر هورس است که اسب‌هایی را با یک والدین اصیل و یک والدین کوارتر هورس ثبت‌شده در رجیستری «ضمیمه» ثبت می‌کند و به این گونه حیوانات اجازه می‌دهد تا وضعیت ثبت نژاد کامل را به‌عنوان اسب‌های کوارتر در صورت داشتن شرایط مشخصی داشته باشند. استاندارد عملکرد یکی دیگر از اسب‌های دورگه معروف، آنگلو-عربی است که ممکن است توسط یک اسب اصیل عربی که روی یک نژاد اصیل تلاقی داده شده‌است، یا توسط تلاقی‌های مختلف آنگلو-عربی‌ها با سایر آنگلو-عربی‌ها تولید شود، تا زمانی که حیوان بعدی هرگز بیش از این نداشته باشد. ۷۵٪ یا کمتر از ۲۵٪ از هر نژاد در شجره نامه خود نشان داده شده‌است.

## حیوانات دورگه
یک حیوان دورگه حیوانی است که دارای دو گونه جداگانه والدین است که آن را از حیوانات دورگه که دارای والدین یک گونه هستند متمایز می‌کند. هیبریدها معمولاً، اما نه همیشه، استریل هستند.
یکی از باستانی‌ترین انواع حیوانات دورگه قاطر است که تلاقی بین اسب ماده و الاغ نر است. شیببر ترکیبی بین شیر نر و ببر ماده است. یاتل تلاقی بین گاو و غژگاو است. تلاقی‌های دیگر عبارتند از تیگون (بین ببر نر و شیر ماده) و یاکالو ( بین یک یاک و بوفالو). اینکاها دریافتند که هیبریدهای لاما گلاما (لاما) و ویکوگنا پاکوس (آلپاکا) منجر به هیبریدی شد که هیچ‌یک از مزایای هیچ‌یک از والدین را نداشت.
زمانی تصور می‌شد که سگ و گرگ گونه‌های جداگانه ای هستند و تلاقی بین سگ و گرگ را دورگه گرگ می‌نامیدند. امروزه گرگ‌ها و سگ‌ها هر دو به عنوان لوپوس Canis شناخته می‌شوند، اما اصطلاح قدیمی «گرگ هیبرید» هنوز استفاده می‌شود.

## نژادهای مختلط
یک حیوان مخلوط به عنوان دارای والدین نامشخص یا ناشناخته تعریف می‌شود، در حالی که یک نژاد دورگه معمولاً والدین شناخته شده و معمولاً اصیل دو نژاد یا گونه مجزا دارد. سگی با اصل و نسب ناشناخته را اغلب سگ‌های نژاد مخلوط، "مات" یا " مغزال " می‌نامند. یک گربه با اصل و نسب ناشناخته اغلب به عنوان یک گربه خانگی مو کوتاه یا موی بلند خانگی شناخته می‌شود و در برخی از گویش‌ها اغلب "موگی" نامیده می‌شود. اسبی با نژاد ناشناخته اسب درجه نامیده می‌شود.